# 姜丰 (主持人)
姜丰（1970年3月25日—），毕业于山东大学、复旦大学和剑桥大学，前中国中央电视台女主持人、记者，同时是一位作家。

## 生平
1970年3月26日，姜丰出生在中国大陆，1987年进入山东大学学习，1991年进入复旦大学学习，1993年作为复旦大学辩论队一辩获得首届国际大专中文辩论赛冠军（其时辩论队顾问为王沪宁），1994年分配到中国中央电视台，担任《正大综艺》女主持，1997年担任《文化视点》女主持。2001年，姜丰远赴英国剑桥大学学习，獲博士學位。2013年8月22日，根据济南法院的庭审记录，她被指代持薄熙来和谷开来在法国的豪华别墅，但是检方指控这座别墅为薄熙来受贿所得，并非合法财产。

## 家庭
- 前夫理查德·杜比（1964年3月-）：2004年，姜丰和英国人理查德·杜比结婚，两人在2007年生下一子一女，已获得英国国籍。
- 雙胞胎兒子大寶，女兒小寶：2007年2月7日出生。

## 作品

### 节目
- 《正大综艺》
- 《文化视点》

yuyu

### 书籍

#### 散文集
- 《温柔尘缘》
- 《西部故事》
- 《不舍的玫瑰》
- 《玫瑰心》
- 《结婚季》
- 《飞一样飞》
- 《我的夏威夷笔记》

#### 小说集
- 《爱情错觉》
- 《相爱到分手》
- 《1998年的爱情》
- 《情人假日酒店》

#### 诗集
- 《秋水伊人》

## 奖项
| 年份 | 作品             | 奖项           | 是否得奖 | 备注 |
| ---- | ---------------- | -------------- | -------- | ---- |
| 1995 | 《情人假日酒店》 | “新市民小说奖” | 獲獎     |      |